# Дни национального траура в Российской Федерации

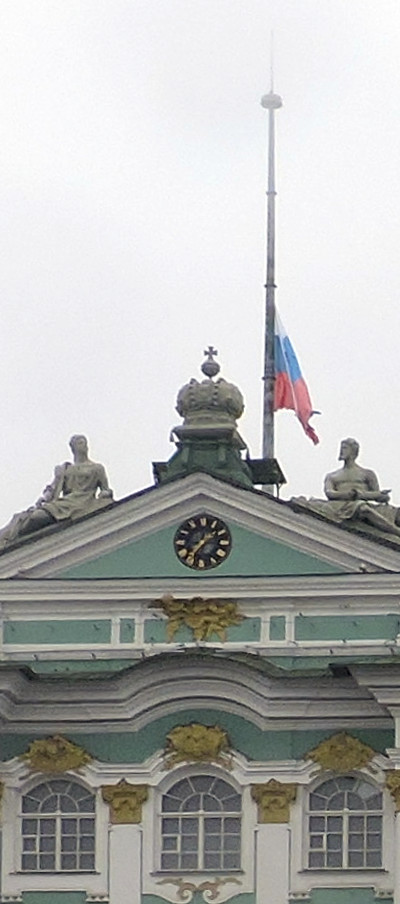
Приспущенный флаг над Зимним дворцом в дни траура 2015 года

Дни национального траура в России отмечаются в ознаменование скорби по погибшим в результате крупных трагических событий либо по умершим государственным деятелям.
Национальный траур объявляется указом президента России. Нет установленного общего порядка, какие события (какое количество жертв) должны повлечь за собой объявление национального траура, президент принимает решение исходя из общественной значимости трагического события. Тем не менее практика показывает, что, как правило, национальный траур объявляется в случае, когда число погибших превышает 60 человек. Есть и исключения. Так, национальный траур был объявлен после столкновения поезда и школьного автобуса в 1996 году, когда из 19 погибших (на дату объявления траура) основное количество составляли дети. Напротив, по жертвам техногенной аварии на Саяно-Шушенской ГЭС (75 погибших) в 2009 году траур был объявлен только в Хакасии. Не было национального траура и по 125 жертвам крупнейшей гляциальной катастрофы России — схода ледника в Кармадонском ущелье (Северная Осетия) 20 сентября 2002 года.
В дни национального траура государственные флаги России приспускаются, на древке крепится чёрная лента. Законодательно установлен запрет на распространение рекламы в теле- и радиопрограммах в дни траура (с 1 июля 2006 года). Указом президента учреждениям культуры и телерадиокомпаниям предлагается отменить развлекательные мероприятия и передачи в день траура. В отличие от запрета рекламы, эти указания носят рекомендательный, а не запретительный характер.
В Советском Союзе государственный траур объявлялся в день похорон действующих руководителей государства (Владимира Ленина, Иосифа Сталина, Леонида Брежнева, Юрия Андропова, Константина Черненко). Помимо них этой чести удостоился первый космонавт Юрий Гагарин. Лишь в конце 1980-х годов появилась практика объявления траура в память жертв трагических событий: землетрясения 1988 года в Армении, унёсшего жизни 25 тысяч человек, и крупнейшей по количеству жертв железнодорожной катастрофы 1989 года в Башкирии.
| №  | Дата траура       | События, вызвавшие объявление траура                                                                                                  | Дата события       | Место события                                    | Описание события | Количество погибших                      |
| -- | ----------------- | --- | ------------------ | ------------------------------------------------ | --- | ---------------------------------------- |
| 1  | 7 октября 1993    | Политический кризис октября 1993 года                                                                                                 | 3—4 октября 1993   | Москва                                           | Вооружённые столкновения между сторонниками президента России Бориса Ельцина и основной части Верховного совета России во главе с Русланом Хасбулатовым                  | 137 человек                              |
| 2  | 31 мая 1995       | Землетрясение в Охинском районе Сахалинской области                                                                                   | 28 мая 1995        | Нефтегорск, остров Сахалин                       | Землетрясение магнитудой около 7,9 балла, полностью разрушившее посёлок Нефтегорск                                                                                       | ~ 2100 человек                           |
| 3  | 22 июня 1995      | Теракт в Будённовске | 14—20 июня 1995    | Будённовск, Ставропольский край                  | Террористическая атака группы Шамиля Басаева на больницу города Будённовска                                                                                              | 129 человек                              |
| 4  | 10 августа 1996   | Бои за Грозный | 6 августа 1996     | Чечня                                            | Штурм Грозного вооружёнными формированиями самопровозглашённой Чеченской Республики Ичкерия и последующие бои между ними и внутренними войсками МВД России               | 494 военнослужащих, ~2000 мирных жителей |
| 5  | 28 сентября 1996  | Дорожно-транспортное происшествие в Ростовской области                                                                                | 26 сентября 1996   | Кагальницкий район, Ростовская область           | Столкновение поезда и школьного автобуса на железнодорожном переезде | 22 человека, в т. ч. 21 ребёнок          |
| 6  | 19 ноября 1996    | Взрыв жилого дома в Каспийске | 16 ноября 1996     | Каспийск, Дагестан                               | Террористический акт — подрыв жилого дома взрывчатым веществом, вызвавший разрушение одной из секций здания                                                              | 69 человек                               |
| 7  | 5 декабря 1997    | Авария на шахте «Зыряновская» | 2 декабря 1997     | Новокузнецк, Кемеровская область                 | Техногенная авария — взрыв метана в угледобывающей шахте | 67 человек                               |
| 8  | 17 февраля 1999   | Пожар в здании ГУВД Самарской области                                                                                                 | 10 февраля 1999    | Самара                                           | Пожар в пятиэтажном здании главного управления внутренних дел Самарской области                                                                                          | 57 человек                               |
| 9  | 21 марта 1999     | Террористический акт во Владикавказе и пожар в Вологодской области                                                                    | 19 марта 1999      | Владикавказ                                      | Террористический акт — взрыв на центральном рынке города | 52 человека                              |
| 9  | 21 марта 1999     | Террористический акт во Владикавказе и пожар в Вологодской области                                                                    | 19 марта 1999      | Михайловское, Вологодская область                | Пожар в результате поджога здания психоневрологического диспансера | 21 человек                               |
| 10 | 13 сентября 1999  | Взрывы в городе Буйнакске и в городе Москве                                                                                           | 4 сентября 1999    | Буйнакск, Дагестан                               | Террористический акт в Буйнакске — подрыв грузовика со взрывчаткой около жилого дома, вызвавший разрушение двух секций здания                                            | 64 человека                              |
| 10 | 13 сентября 1999  | Взрывы в городе Буйнакске и в городе Москве                                                                                           | 8 сентября 1999    | Москва                                           | Террористический акт на улице Гурьянова в Москве — подрыв жилого дома взрывным устройством, вызвавший разрушение двух секций здания                                      | 100 человек                              |
| 11 | 23 августа 2000   | Катастрофа подводной лодки «Курск» | 12 августа 2000    | Баренцево море                                   | Гибель атомного подводного ракетоносного крейсера К-141 «Курск» в результате взрыва                                                                                      | 118 человек                              |
| 12 | 5 июля 2001       | Катастрофа Ту-154 в Иркутской области                                                                                                 | 4 июля 2001        | Иркутская область                                | Авиационная катастрофа — падение самолёта Ту-154 при заходе на посадку                                                                                                   | 145 человек                              |
| 13 | 22 августа 2002   | Катастрофа военного вертолёта «Ми-26» в Чечне                                                                                         | 19 августа 2002    | Ханкала, Чечня                                   | Падение военно-транспортного вертолёта Ми-26 на минное поле в результате поражения ракетой из зенитного комплекса                                                        | 127 человек                              |
| 14 | 28 октября 2002   | Террористический акт на Дубровке | 23—26 октября 2002 | Москва                                           | Террористический акт — захват заложников в здании Дома культуры ОАО «Московский подшипник» на Дубровке                                                                   | 130 человек                              |
| 15 | 26 августа 2004   | Взрывы самолётов в Тульской и Ростовской областях                                                                                     | 24 августа 2004    | Тульская область, Ростовская область             | Два одновременных террористических акта — взрывы гражданских самолётов террористками-смертницами                                                                         | 90 человек                               |
| 16 | 6—7 сентября 2004 | Террористическая акция в городе Беслане                                                                                               | 1—3 сентября 2004  | Беслан, Северная Осетия                          | Террористический акт — захват заложников в школе № 1 города | 334 человека                             |
| 17 | 5 мая 2006        | Катастрофа A320 в районе Сочи | 3 мая 2006         | Сочи, Краснодарский край                         | Авиационная катастрофа — падение самолёта A320 при заходе на посадку | 113 человек                              |
| 18 | 10 июля 2006      | Катастрофа A-310 в аэропорту Иркутска                                                                                                 | 9 июля 2006        | Иркутск                                          | Авиационная катастрофа — падение самолёта A310 при посадке | 125 человек                              |
| 19 | 24 августа 2006   | Катастрофа российского самолёта Ту-154 над Украиной                                                                                   | 22 августа 2006    | Донецкая область, Украина                        | Авиационная катастрофа — падение самолёта Ту-154, следующего из Анапы в Санкт-Петербург, при пролёте через грозу                                                         | 170 человек                              |
| 20 | 21 марта 2007     | Авария на шахте «Ульяновская» в Кемеровской области, авария Ту-134 в аэропорту Самары и пожар в доме престарелых в Краснодарском крае | 19 марта 2007      | Новокузнецкий район, Кемеровская область         | Техногенная авария — выброс метана в угледобывающей шахте | 110 человек                              |
| 20 | 21 марта 2007     | Авария на шахте «Ульяновская» в Кемеровской области, авария Ту-134 в аэропорту Самары и пожар в доме престарелых в Краснодарском крае | 17 марта 2007      | Самара                                           | Жёсткая посадка самолёта Ту-134 вне взлётной полосы аэропорта Курумоч, с частичным разрушением и переворотом фюзеляжа                                                    | 6 человек                                |
| 20 | 21 марта 2007     | Авария на шахте «Ульяновская» в Кемеровской области, авария Ту-134 в аэропорту Самары и пожар в доме престарелых в Краснодарском крае | 20 марта 2007      | Станица Камышеватская, Краснодарский край        | Пожар в двухэтажном кирпичном здании дома престарелых | 62 человека                              |
| 21 | 25 апреля 2007    | Кончина Б. Н. Ельцина | 23 апреля 2007     | Москва                                           | Смерть первого президента России Бориса Ельцина от остановки сердца |                                          |
| 22 | 13 августа 2008   | Вооружённый конфликт в Южной Осетии                                                                                                   | 7—12 августа 2008  | Южная Осетия                                     | Бои в Южной Осетии в ходе Войны в Грузии | 229 человек                              |
| 23 | 7 декабря 2009    | Пожар в клубе «Хромая лошадь» | 5 декабря 2009     | Пермь                                            | Пожар в ночном клубе «Хромая лошадь» в результате нарушения техники безопасности при применении пиротехнических средств                                                  | 157 человек                              |
| 24 | 12 апреля 2010    | Катастрофа Ту-154 в Смоленской области                                                                                                | 10 апреля 2010     | Смоленск                                         | Авиационная катастрофа — падение самолёта Ту-154 с польской делегацией при заходе на посадку; гибель президента Польши Леха Качинского, его супруги и сопровождающих лиц | 96 человек                               |
| 25 | 12 июля 2011      | Крушение теплохода «Булгария» | 10 июля 2011       | Куйбышевское водохранилище, Татарстан            | Кораблекрушение в результате порыва ветра и крена судна, вызвавшего попадание в трюм забортной воды                                                                      | 122 человека                             |
| 26 | 9 июля 2012       | Наводнение в Краснодарском крае и дорожно-транспортное происшествие под Черниговом                                                    | 6—7 июля 2012      | Крымский район, Краснодарский край               | Наводнение в Краснодарском крае, вызванное внезапным паводком | 171 человек                              |
| 26 | 9 июля 2012       | Наводнение в Краснодарском крае и дорожно-транспортное происшествие под Черниговом                                                    | 7 июля 2012        | 119 километр трассы Киев — Чернигов, Украина     | Дорожно-транспортное происшествие — съезд с трассы и опрокидывание автобуса с паломниками из России                                                                      | 14 человек                               |
| 27 | 1 ноября 2015     | Катастрофа A321 над Синайским полуостровом                                                                                            | 31 октября 2015    | Центральная часть Синайского полуострова, Египет | Террористический акт — взрыв самодельного взрывного устройства на борту пассажирского самолёта, следующего из Шарм-эш-Шейха в Санкт-Петербург                            | 224 человека                             |
| 28 | 26 декабря 2016   | Катастрофа Ту-154 в районе города Сочи                                                                                                | 25 декабря 2016    | Сочи, Краснодарский край                         | Авиационная катастрофа — падение самолёта Ту-154 при взлёте | 92 человека                              |
| 29 | 28 марта 2018     | Пожар в торгово-развлекательном центре «Зимняя вишня»                                                                                 | 25 марта 2018      | Кемерово                                         | Пожар в четырёхэтажном здании торгового комплекса c обрушением кровли и межэтажных перекрытий                                                                            | 60 человек                               |
| 30 | 24 марта 2024     | Теракт в «Крокус Сити Холле» | 22 марта 2024      | Красногорск, Московская область                  | Террористический акт — массовая стрельба, взрывы и поджог | 145 человек                              |

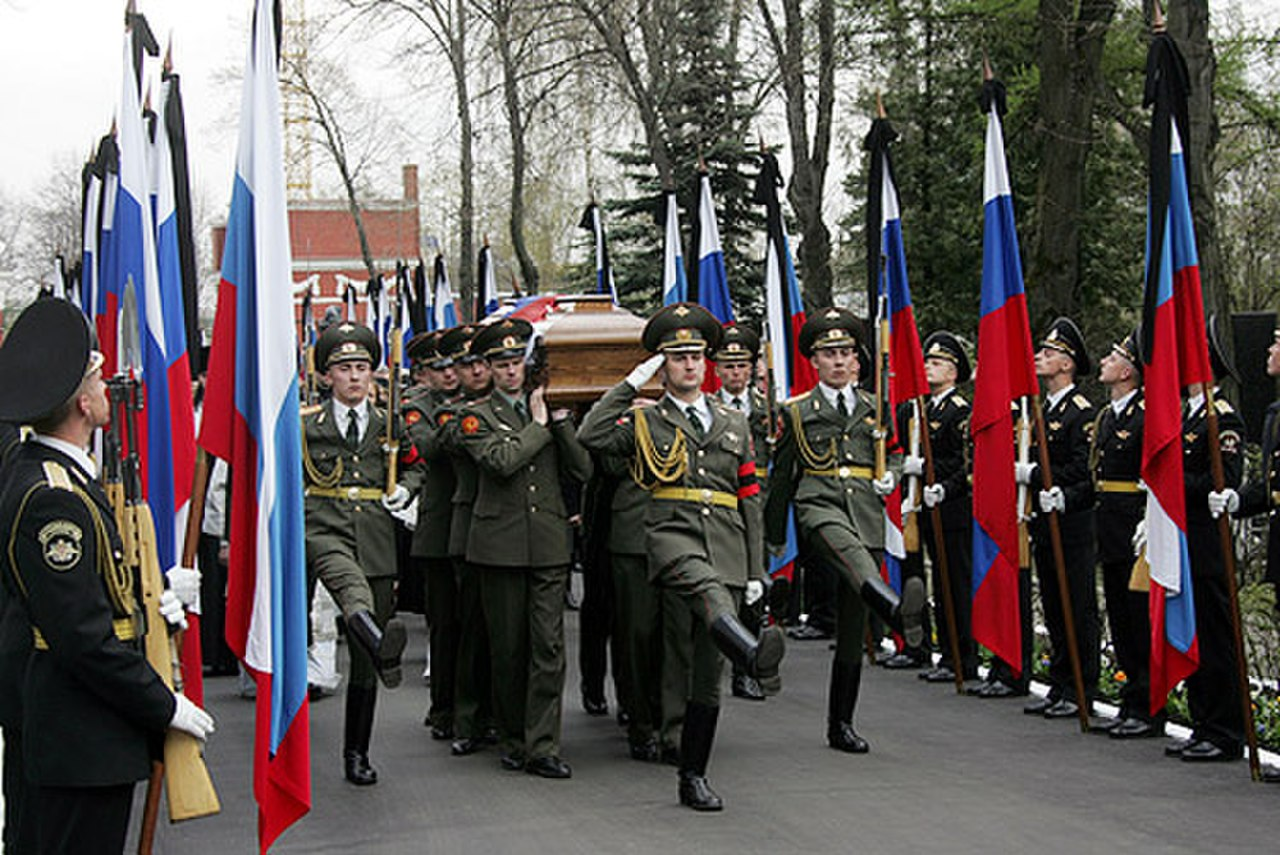
День похорон Бориса Ельцина 25 апреля 2007 года был объявлен днём национального траура

Всего в России в 1993—2024 годах национальный траур был объявлен 30 раз: один раз в день похорон государственного деятеля — первого президента России Бориса Ельцина — и 29 раз в память погибших. Поскольку пять раз траур отмечался по совокупности двух или трёх (близких по времени) случаев, повлёкших гибель множества людей, всего были почтены жертвы 35 трагических событий:
- 4 вооружённых конфликтов;
- 11 террористических актов;
- 2 природных катаклизмов;
- 11 катастроф на транспорте;
- 2 техногенных катастроф;
- 5 пожаров.

Наибольшее количество дней национального траура в России было в 1996, 1999 и 2006 годах — по три раза. Тринадцать календарных лет (1992, 1994, 1998, 2003, 2005, 2013, 2014, 2017, 2019—2023) Россия жила без траурных дат.
13 сентября 2001 года государственные флаги России были приспущены без объявления дня национального траура: указом президента была объявлена минута молчания в знак траура в связи с терактами в США 11 сентября 2001 года, а развлекательные передачи и мероприятия предлагалось приостановить на одну минуту.

## Комментарии
1. ↑  Законодательное предложение Смоленской областной думы от 28 ноября 1996 года № 187 «О необходимости разработки федерального закона „О днях общенационального траура в Российской Федерации“» не было принято Государственной думой
2. ↑  По современным данным
3. ↑  По тексту указа президента России, траур объявлен «в день похорон граждан России,
погибших при пресечении вооруженной попытки государственного
переворота»
4. ↑  По тексту указа президента России, траур объявлен «в связи с трагическими последствиями террористической акции против государственных учреждений и жителей города Грозного»
5. ↑  Начало атаки чеченских отрядов на Грозный. В день объявления траура бои продолжались и закончились 22 августа 1996 года
6. ↑  Оценки потерь за август 1996 года в целом. Не включены 182 пропавших без вести военнослужащих и погибшие участники вооружённых формирований Чеченской Республики Ичкерия
7. ↑  По тексту указа президента России, траур объявлен «в связи с гуманитарной катастрофой в Южной Осетии»
8. ↑  Среди погибших 219 граждан России
9. ↑  На момент объявления траура число жертв оценивалось как 64 человека